# Thornton-le-Moors
Thornton-le-Moors est une paroisse civile et un village du Cheshire, en Angleterre.